# 世界政策
世界政策是德国在19世纪末的外交政策，用以取代早前现实政治（德语：Realpolitik）之大陆政策。此策具有侵略性，令德国与其他欧洲国家屡次发生冲突，间接导致很多强国之间的外交危机，是第一次世界大战的近因之一。

## 历史
根据世界政策，德国要寻找「太陽下的一席之地」，借建立一个殖民帝国，与其工业实力相称、与其他强国一较高下。值得注意的是，德国争取扩建德意志帝国海军，企图超越英國皇家海軍的实力。鉴于英国作为一个岛国，其生存依赖保持海上力量优势，以维持国土安全及海上补给路线，故德国之海军扩张惹来英国的忌惮,于是，这引起两国争相建造无畏舰，造成军备竞赛。
在很多方面，德国民族主义的自然发展，在当时大大影响德国历史进程，而世界政策正是其中一个产物。以往，民族主义只支持建立统一德国。德国统一后，支持者进一步想提升德国的国际地位，认为必须建立殖民帝国。当时社会达尔文主义盛行，适者生存之论被认为适用于国家以至个人。如果一个国家不思进取，一定会变衰弱，最后灭亡。这种论调引致德国更具野心，去追求世界政策所代表着的扩张主义。
为了应付德国的崛起，英国与她长期争夺殖民地的法国与帝俄达成友好协定，共同制衡企图争霸的德国。如此，欧洲两大敌对阵营鼎足而立：由英、法、俄组成的三国协约与德、奥、意组成的三国同盟。因此，如果任何两个强国发生冲突，将很容易波及其他强国，无论是基于盟国协定或是错误的估计。最明显的例子，是发生在1914年7月和8月的萨拉热窝事件。德国支持奥匈帝国抵抗俄罗斯；她又采取一早拟定好的施里芬计划，计划通过永久中立的比利时迅速入侵法国，于是引起英国以正义理由参战，以保卫1839年签订的伦敦条约（保证比利时的独立）。这样具侵略性的策略，造成外交死结，令战争无可避免。